# 趙士俴
思溫靖王趙士俴（？—1157年），祖籍涿郡（今河北省保定市清苑縣）人，宋朝宗室、榮國和思公趙仲僴第四子、第十四代嗣濮王。

## 生平
趙士俴是安懿王曾孫，在輩份上算是宋高宗的叔父。早年事跡不詳，曾獲封和州防禦使、右監門衛大將軍。秦檜專政期間不能襲封嗣濮王，到他死後才在紹興二十五年十一月庚午（1155年12月22日）獲襲，任崇慶軍節度使。
在任期間，他曾於二十六年二月（1156年）提請修葺濮安懿王祠堂，但未等到朝廷回覆就去世了，赠官少师，追封思王，諡號溫靖。

## 家族

### 兄弟[3]
- 趙士愃，右侍禁
- 趙士涌，太子右內率府副率
- 趙士荇，右班殿直
- 趙士輵，嗣濮王、安王
- 趙士䅙，太子右內率府副率
- 趙士䧌，左屯衛大將軍
- 趙士芑，永國公
- 趙士經，太子右監門率府副率
- 趙士妙，太子右監門率府率

### 子女[3]
- 趙不閟，修武郎
- 趙不閾，武略大夫
- 趙不閡，宣奉大夫
- 趙不踧，集慶軍節度使
- 趙不䍄，武功郎
- 趙不，武德郎
- 趙不匪，武顯大夫
- 趙不拂，忠訓郎